# Phylloscopus ruficapilla
Phylloscopus ruficapilla là một loài chim trong họ Phylloscopidae.